# Citizens Financial Group
Vários bancos são comumente conhecidos como Citizens Bank.
Citizens Financial Group, Inc. é um banco americano com sede em Providence, Rhode Island, que opera nos estados de Connecticut, Delaware, Maine, Massachusetts, Michigan, New Hampshire, Nova Jersey, Nova York, Ohio, Carolina do Sul, Pensilvânia, Rhode Ilha e Vermont.
Entre 1988 e sua oferta pública inicial de 2014, a Citizens era uma subsidiária integral do The Royal Bank of Scotland Group. O RBS vendeu sua última participação de 20,9% na empresa em outubro de 2015.
A Citizens opera mais de 1.200 agências e aproximadamente 3.200 caixas eletrônicos em 11 estados sob a marca Citizens Bank.
A Citizens ocupa a 24ª posição na lista dos maiores bancos dos Estados Unidos.

## História

### História antiga
Citizens foi criado em 1828 como o High Street Bank em Providence, Rhode Island. Em 1871, a legislatura de Rhode Island deu uma segunda carta para estabelecer o Citizens Savings Bank, que eventualmente adquiriu seu grupo de pais para formar a Citizens Trust Company. O banco expandiu-se por Rhode Island, abrindo um total de 29 agências naquele estado. Estabeleceu o Citizens Financial Group como uma holding quando o banco adquiriu a The Greenville Trust Company em 1954.
Em 1985, a Citizens mudou o status de um banco de poupança mútua para um banco federal de poupança de ações. A expansão para outros estados começou com Massachusetts em 1986.

### Propriedade do RBS

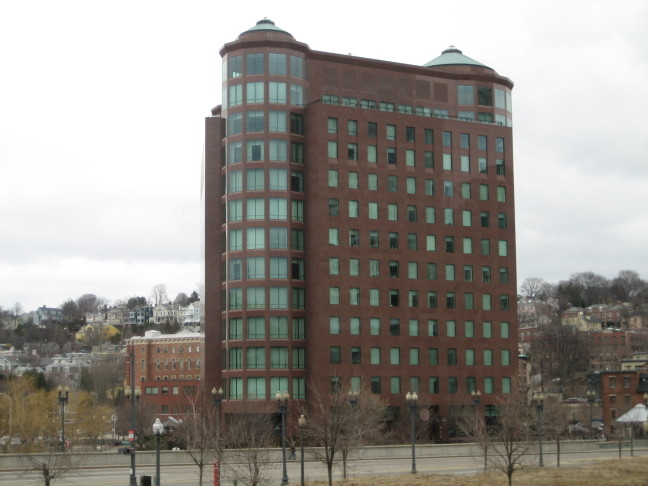
Sede do Citizens Bank no centro de Providence, construída em 1991.

Em 1988, o Royal Bank of Scotland Group adquiriu Citizens. Sob a propriedade do RBS, a Citizens adquiriu vários bancos menores na Nova Inglaterra para se tornar o segundo maior banco da região. Em 1996, em conjunto com a aquisição do First NH Bank, o Banco da Irlanda ganhou uma participação de 23,5% na Citizens, que a RBS adquiriu dois anos depois para retomar a propriedade de 100%.
Em 1999, a Citizens adquiriu o negócio de banco de varejo da State Street Corporation, aumentando significativamente sua presença em Boston.
A expansão fora da Nova Inglaterra começou em 2001, quando o RBS comprou a divisão de banco de varejo da Mellon Financial Corporation na Pensilvânia, Nova Jersey e Delaware por US$ 2 bilhões. De uma só vez, o Citizens Bank se tornou o segundo maior banco da Pensilvânia e um grande banco na Filadélfia e Pittsburgh.
Em julho de 2003, o banco comprou os direitos de nomenclatura para o novo campo residencial do Philadelphia Phillies, chamado Citizens Bank Park.
Em 17 de janeiro de 2003, o Citizens Financial Group comprou o Commonwealth Bancorp, a holding do Commonwealth Bank, com sede em Norristown, Pensilvânia.
Em 2004, o RBS comprou a divisão de cartão de crédito do Banco Popular de Connecticut. Essa compra permitiu que a Citizens emitisse e comercializasse seus próprios cartões de crédito.

### Charter One Financial

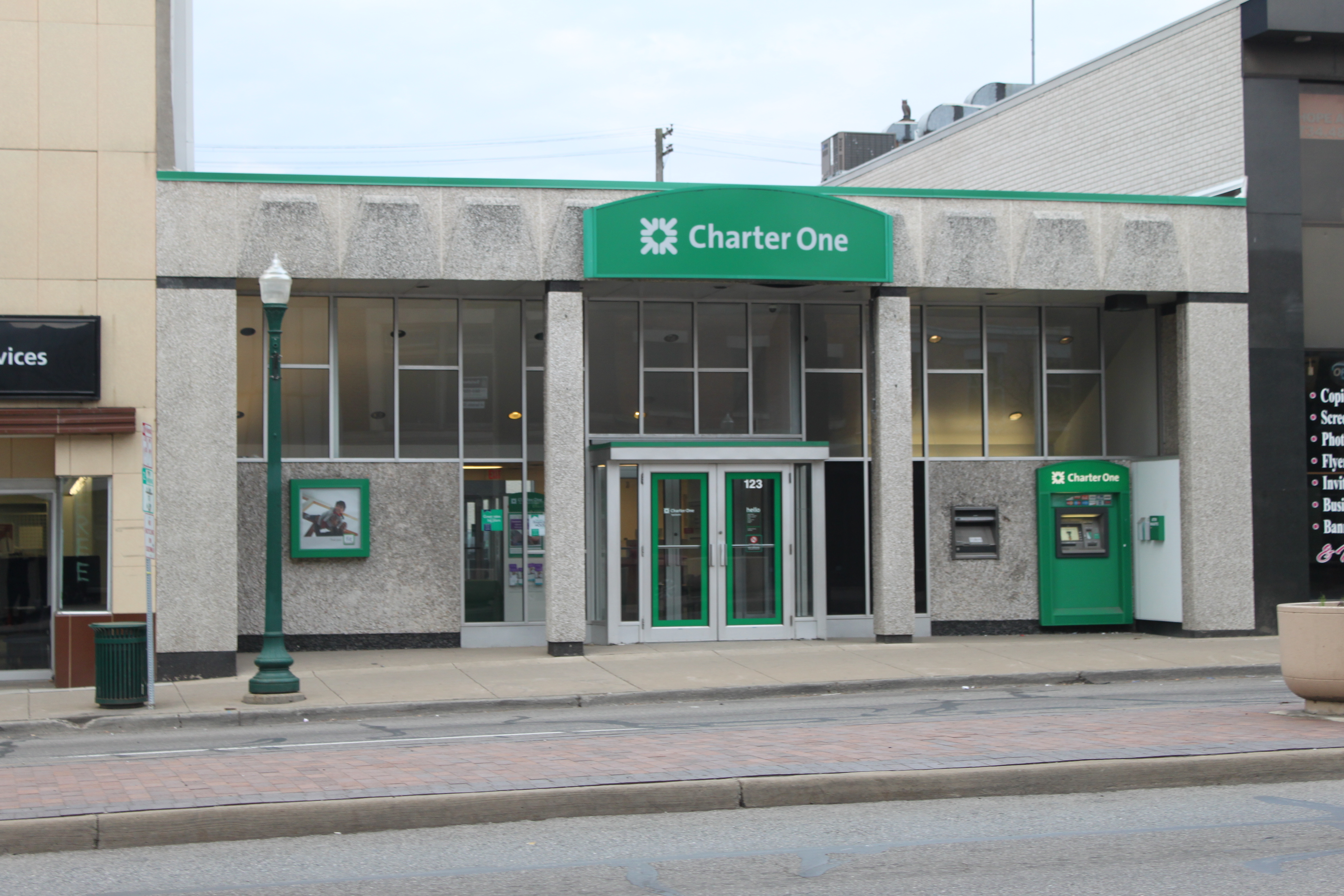
Fretamento de uma agência bancária no centro de Ypsilanti, Michigan

Em agosto de 2004, a Citizens Financial adquiriu a Charter One Financial, sediada em Cleveland, controladora do Charter One Bank, com filiais em Illinois, Ohio, Indiana, Michigan, norte de Nova York e Vermont por US$ 10,5 bilhões. Como a Citizens Republic Bancorp, de Flint, Michigan, já operava sob o nome Citizens Bank na maior parte do território da Charter One, a Citizens Financial optou por manter o nome da Charter One na pegada central do Charter One. No entanto, renomeou as agências de Nova York e Vermont como Citizens Bank. Essa compra transformou a Citizens Financial no 12º maior banco dos Estados Unidos, com mais de US$ 131 bilhões em ativos e 1.530 agências em 13 estados.
No início de 2005, o nome da Carta Um substituiu a faixa do Citizens Bank em sete agências no Condado de Butler, na Pensilvânia. Essa mudança de nome resolveu uma disputa de nome de 3 anos e meio com o Citizens National Bank, com base em Butler. Em meados de 2005, a Citizens National e a Citizens Financial concordaram com um compromisso. O Citizens National Bank mudou seu nome para NexTier Bank, enquanto as agências do Citizens Financial Group retornaram ao nome "Citizens Bank".
Um novo logotipo corporativo projetado para mostrar a conexão do Citizens Bank com o Royal Bank of Scotland estreou em 26 de abril de 2005.
Em julho de 2006, o Citizens Bank eliminou o departamento de hipotecas em Michigan e demitiu mais de 100 funcionários.
Em 1º de setembro de 2007, os bancos individuais do Citizens Financial Group, excluindo o Citizens Bank da Pensilvânia, foram incorporados ao RBS Citizens, N.A.
Em novembro de 2008, a Charter One vendeu sua rede de 65 agências em Indiana para o Old National Bank, que as renomeou sob a bandeira do Old National Bank. A transação foi encerrada em junho de 2010.
Em 2014, a Citizens vendeu 94 agências na região metropolitana de Chicago para o U.S. Bancorp.
O Citizens Republic Bancorp foi fundado em Flint, Michigan em 1871 e fundido com o Republic Bank em 2006. Em 2007, a Citizens Republic prevaleceu em um caso para impedir a Citizens Financial de usar o nome semelhante em Michigan e Ohio. O FirstMerit Bank adquiriu a Citizens Republic em 2013 e renomeou todas as agências como FirstMerit até 2016, quando o Huntington Bancshares adquiriu o FirstMerit. Com nomes conflitantes não mais um problema, o Citizens Bank anunciou em 30 de junho de 2014 que as filiais da Carta Um em Michigan e Ohio seriam rebatizadas como Citizens Bank. A mudança de nome ocorreu oficialmente em 27 de abril de 2015, encerrando o nome Charter One em Cleveland; a cidade em que foi fundada.

### Crise financeira
Em maio de 2008, o Citizens Financial Group falhou em anunciar publicamente que estava sob investigação da Securities and Exchange Commission (SEC) por seu envolvimento na crise das hipotecas subprime que devastou o mercado imobiliário dos EUA e os investidores em títulos em todo o mundo. A SEC apenas investigou bancos se houver suspeita de envolvimento na compra e venda de títulos subprime.
Em 2008, a empresa perdeu US$ 929 milhões e antecipou a baixa de US$ 2 bilhões em empréstimos podres. O Royal Bank of Scotland registrou a maior perda na história corporativa britânica e anunciou medidas de corte de custos no Citizens.
Um desenvolvedor da Filadélfia processou o Citizens Bank em 27 de janeiro de 2010 por US$ 8 bilhões, sob a alegação de que o banco usou acusações fraudulentas de inadimplência para recuperar empréstimos, em um esforço para sustentar suas empresas-mãe em dificuldades, o Citizens Financial Group e "sua controladora final, The Grupo Royal Bank of Scotland."

### O caminho para o IPO
Após a efetiva nacionalização do RBS em 2008, surgiram especulações sobre se o RBS manteria o Citizens Bank. Em 2012, a pressão pública no Reino Unido aumentou para que o RBS se concentrasse em seu mercado doméstico e vendesse ativos estrangeiros, incluindo o Citizens Bank, para que os contribuintes do Reino Unido recuperassem seu dinheiro. Havia rumores de interesse substancial no Citizens Bank de outros bancos estrangeiros, como o Itaú Unibanco, sediado no Brasil, e o Toronto-Dominion Bank, sediado no Canadá, o último dos quais já possuía uma rede de agências nos EUA que se sobrepunha à presença do cidadão no leste dos Apalaches. Montanhas. O Banco de Montreal, com sua presença nos EUA, também foi mencionado como um possível comprador. Os bancos dos EUA mencionados como potenciais compradores do Citizens incluem JPMorgan Chase, Wells Fargo, US Bancorp, PNC Financial Services e Fifth Third Bank.
Em fevereiro de 2013, a RBS confirmou pelo menos uma cisão parcial da Citizens por meio de uma oferta pública inicial nos próximos dois anos. Então, em outubro de 2013, o RBS anunciou que venderia suas agências na área de Chicago, o que representava 6% de seus depósitos nos EUA; tarde, os cidadãos concordaram em vender essas agências ao U.S. Bancorp em 7 de janeiro de 2014. Finalmente, em novembro de 2013, o RBS anunciou que iria alienar todo o Citizens Financial Group.
O banco começou a ser negociado na Bolsa de Valores de Nova York sob o código CFG em 24 de setembro de 2014, captando US$ 3 bilhões. Em abril de 2015, a participação do RBS Group no banco havia caído para 45,6%. Uma venda adicional em julho de 2015 reduziu a participação da RBS para 23,4%. O RBS vendeu sua participação restante no banco em outubro de 2015. No entanto, o Citizens ainda usa o logotipo da RBS "margarida".
Em junho de 2016, foi anunciado que o Citizens Financial Group havia ingressado no Fortune 500 pela primeira vez.

### Apropriação indevida de fundos de depositantes
Em agosto de 2015, o Consumer Financial Protection Bureau (CFPB) e outros reguladores federais aplicaram quase US$ 35 milhões em multas contra o Citizens Bank "por não creditar nas contas dos clientes o valor total de seus depósitos". Os órgãos reguladores declararam que, de 2008 a 2013, "as ações do banco resultaram na perda de milhões de dólares dos consumidores". A ação conjunta do CFPB, do FDIC e do Controlador da Moeda determinou que o Citizens Bank havia se envolvido em "práticas enganosas" ao "não conseguir] fornecer aos clientes seus depósitos totais em momentos em que o tamanho do depósito não correspondia. o número escrito nas notas de depósito ", apesar de prometer corrigir essas discrepâncias, em vez disso embolsando a diferença. O banco foi obrigado a reembolsar seus clientes por fundos perdidos e a pagar aproximadamente US$ 20 milhões em multas às três agências. O New York Times disse que a má conduta do Citizens Bank "é terrível exatamente porque é tão básica", demonstrando que "reguladores como o Consumer Financial Protection Bureau são uma defesa necessária contra um sistema propenso a abusos".

### Investigação de Paul Manafort
Em 12 de maio de 2017, o The Wall Street Journal informou que o Departamento de Justiça dos Estados Unidos solicitou a vários bancos, incluindo Citizens, os registros de transações do gerente de campanha do Trump 2016, Paul Manafort. Segundo o artigo, o pedido estava relacionado à investigação de suposta interferência russa nas eleições de 2016 nos Estados Unidos. Manafort supostamente garantiu um empréstimo de 2,7 milhões de dólares da Citizens em 2016.
Em 26 de fevereiro de 2018, a Bloomberg News informou que o preço das ações da Citizens caiu 4,1% após a divulgação da acusação de Manafort pelo Conselheiro Especial dos EUA, Robert Mueller, parecendo indicar que Citizens era o "Credor B" citado como tendo emprestado 3,4 milhões de dólares para o ex-gerente de campanha do presidente Trump.

### Franklin American Mortgage
Em agosto de 2018, a Citizens concluiu a aquisição da Franklin American Mortgage em um negócio avaliado em US$ 511 milhões, expandindo sua presença no Tennessee e no Texas.

## Serviços

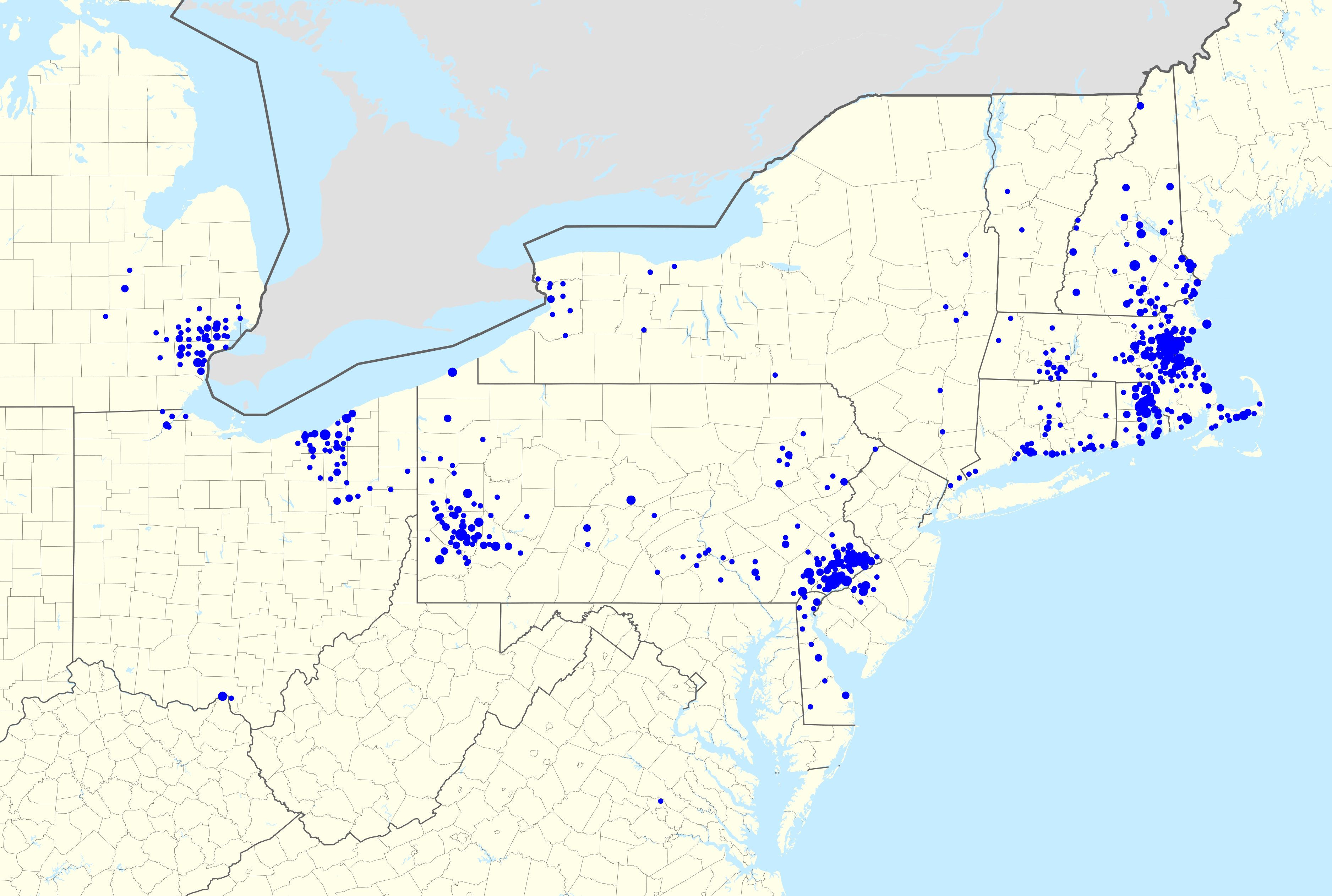
Pegada das filiais dos cidadãos

Como vários outros bancos, a Citizens mantém acordos com várias redes de supermercados para localizar agências bancárias nas lojas. O maior número está nas lojas da Giant Eagle, com sede em Pittsburgh, a maioria adquirida na aquisição da divisão de banco de varejo da Mellon Financial Corporation. A Citizens também opera filiais em muitas lojas Stop & Shop e Shaw's na Nova Inglaterra. Um aspecto único das agências Citizens dentro dos supermercados é o serviço completo de banco, das 10 às 15 horas no domingo, quando os bancos, incluindo as agências independentes Citizens, são tradicionalmente fechados. Isso tornou o Citizens um dos primeiros bancos da América do Norte a operar aos domingos. Em setembro de 2010, a Giant Eagle anunciou um novo acordo com o Huntington Bank, no qual a Huntington abriria agências em várias lojas em Ohio e West Virginia e substituirá as agências existentes de outros bancos quando os contratos da loja com esses bancos expirarem.
Em 25 de junho de 2008, o Citizens Bank anunciou a venda de 18 agências no interior de Nova York, enquanto se preparava para abrir 57 agências no interior do estado. O Community Bank System Inc. de DeWitt, Nova York, comprou as agências em Ausable Forks, Champlain, Fort Covington, Indian Lake, Lake Placid, Lyons Falls, Long Lake, Malone, Newcomb, North Creek, Plattsburgh, Saranac Lake, Ticonderoga e Tupper Lake e Whitehall. A venda foi concluída em 7 de novembro de 2008.
Em outubro de 2009, o Citizens Bank abriu uma agência de serviço completo dentro do Dunkin 'Donuts em Bellingham, Massachusetts. A agência oferece caixas eletrônicos, um caixa eletrônico (ATM) de serviço completo e promoções do Dunkin 'Donuts para usar os serviços do banco.
O Citizens foi um dos primeiros bancos nos EUA a usar a tecnologia de identificação por radiofrequência (RFID) em seus cartões ATM, via MasterCard PayPass. No final de 2009, no entanto, a Citizens começou a reemitir seus cartões sob o Visa sem a tecnologia RFID.